# Relations entre l'Azerbaïdjan et la Nouvelle-Zélande
Les relations entre l'Azerbaïdjan et la Nouvelle-Zélande sont les relations extérieures entre l'Azerbaïdjan et la Nouvelle-Zélande.

## Histoire
Les relations diplomatiques entre l'Azerbaïdjan et la Nouvelle-Zélande ont été établies le 29 juin 1992.
La représentation diplomatique de l'Azerbaïdjan en Nouvelle-Zélande est située à Canberra en Australie. La représentation diplomatique de la Nouvelle-Zélande en Azerbaïdjan est située à Moscou en Russie.
Le 17 décembre 2013, un groupe de travail sur les relations interparlementaires entre l'Azerbaïdjan et la Nouvelle-Zélande a été créé à l'Assemblée nationale d'Azerbaïdjan. Le chef du groupe est Tchingiz Ganizadé.

## Relations culturelles
La Société d'amitié azerbaïdjanaise-néo-zélandaise opère en Nouvelle-Zélande. L'objectif principal de la Société est d'établir et de développer la coopération entre les pays dans le domaine culturel. le président de la société est Galib Mahmudov.
En février 2007, à l'initiative de la Société d'amitié néo-zélandaise-azerbaïdjanaise "Azeri", un événement a été organisé dans le centre commercial néo-zélandais "Botany Downs" à l'occasion du 15e anniversaire du massacre de Khodjaly.